# Volon
Volon ist eine Gemeinde im französischen Département Haute-Saône in der Region Bourgogne-Franche-Comté.

## Geographie
Volon liegt auf einer Höhe von 213 m über dem Meeresspiegel, acht Kilometer nordnordöstlich von Dampierre-sur-Salon und etwa 48 Kilometer nordwestlich der Stadt Besançon (Luftlinie). Das Dorf erstreckt sich im Westen des Départements, in der Plateaulandschaft nordwestlich des Saônetals, im Tal der Bonde.
Die Fläche des 5,75 km² großen Gemeindegebiets umfasst einen Abschnitt im Bereich des Plateaus nördlich des Saônetals. Von Norden nach Süden wird das Gebiet von der Talniederung der Bonde durchquert, die für die Entwässerung über den Vannon zur Saône sorgt. Die Talaue liegt durchschnittlich auf 210 m und weist eine Breite von maximal 500 m auf. Flankiert wird das Tal auf beiden Seiten von einem Plateau, das eine durchschnittliche Höhe von 240 m erreicht. Diese Hochfläche besteht aus einer Wechsellagerung von kalkigen und sandig-mergeligen Sedimenten der mittleren und oberen Jurazeit. Das Plateau wird durch verschiedene Mulden untergliedert, die sich zum Tal der Bonde öffnen. In der Talniederung und auf dem Plateau herrscht landwirtschaftliche Nutzung vor, doch gibt es auch größere Waldflächen, insbesondere im Bereich der Gemeindegrenzen. Im Westen reicht der Gemeindeboden bis auf die Höhe des Champ de Fontaine (246 m). Nach Osten erstreckt sich das Areal in die Waldung des Bois du Grand Parc, nach Nordosten in den Bois de Volon. Mit 262 m wird hier die höchste Erhebung von Volon erreicht.
Nachbargemeinden von Volon sind Francourt im Norden, Renaucourt und Lavoncourt im Osten, Brotte-lès-Ray im Süden sowie Roche-et-Raucourt im Westen.

## Geschichte
Volon wird als Voslun, Voslon, Volam, Voulons und Voulon erwähnt. Im Mittelalter gehörte das Dorf zur Freigrafschaft Burgund und darin zum Gebiet des Bailliage d’Amont. Die lokale Herrschaft hatten stets die Herren von Fouvent inne, die den Ort einer Adelsfamilie zum Lehen gaben, welche den Namen Volon annahm. Zusammen mit der Franche-Comté gelangte das Dorf mit dem Frieden von Nimwegen 1678 definitiv an Frankreich. Heute ist Volon Mitglied des 42 Ortschaften umfassenden Gemeindeverbandes Communauté de communes des Quatre Rivières.

## Sehenswürdigkeiten
Die einschiffige Kirche Notre-Dame de l'Assomption wurde im 18. Jahrhundert erbaut. Zur reichen Ausstattung gehören der Hochaltar (18. Jahrhundert), ein Holzkruzifix aus dem 16. Jahrhundert sowie Statuen aus dem 17. Jahrhundert. Im Dorf gibt es mehrere Kalvarienberge aus dem 19. Jahrhundert. Aus dem 18. Jahrhundert stammt das Schloss im Ortszentrum (heute in Privatbesitz) mit seinen Ornamenten über den Türbogen.

## Bevölkerung
| Jahr                       | 1962 | 1968 | 1975 | 1982 | 1990 | 1999 | 2006 |
| Einwohner                  | 83   | 83   | 63   | 56   | 73   | 70   | 70   |
| Quellen: Cassini und INSEE |      |      |      |      |      |      |      |

Mit 57 Einwohnern (1. Januar 2022) gehört Volon zu den kleinsten Gemeinden des Département Haute-Saône. Während des 20. Jahrhunderts nahm die Einwohnerzahl insgesamt deutlich ab (1886 wurden noch 153 Personen gezählt). Seit Beginn der 1980er Jahre wurde jedoch wieder ein leichtes Bevölkerungswachstum verzeichnet.

## Wirtschaft und Infrastruktur
Volon ist noch heute ein vorwiegend durch die Landwirtschaft (Ackerbau, Weinbau, Obstbau und Viehzucht) geprägtes Dorf. Außerhalb des primären Sektors gibt es nur wenige Arbeitsplätze im Ort. Einige Erwerbstätige sind auch Wegpendler, die in den größeren Ortschaften der Umgebung ihrer Arbeit nachgehen.
Die Ortschaft liegt abseits der größeren Durchgangsachsen an einer Departementsstraße, die von Membrey nach La Roche-Morey führt. Weitere Straßenverbindungen bestehen mit Roche, Francourt, Renaucourt und Lavoncourt.